# Mpemba Kasi
Mpemba Kasi è il nome tradizionalmente attribuito a un regno bantu esistito nel basso bacino del fiume Congo fino al XIV secolo. Il regno si fuse con quello di Mbata, unione da cui ebbe origine, intorno al 1375, il Regno del Congo..
Secondo la tradizione orale, l'ultimo sovrano indipendente dello Mpemba Kasi, Nimi a Nzima, si unì in matrimonio con Luqueni Luansanze, figlia di Nsa-cu-Clau il capo del popolo Mbata. Il loro matrimonio consolidò l'alleanza tra gli Mpemba Kasi e il vicino popolo Mbata, un'alleanza che divenne il fondamento del Regno del Congo. Nima a Nzima e Luqueni Luansanze ebbero un figlio di nome Lukeni lua Nimi, che sarebbe diventato il primo Manikongo.